# بوژان (نیشابور)
بوژان یا بِژو یا بِیجو (گویش نیشابوری)، روستایی از توابع بخش مرکزی شهرستان نیشابور در استان خراسان رضوی ایران است.

## جمعیت
این روستا در دهستان فضل قرار دارد و براساس سرشماری مرکز آمار ایران در سال ۱۳۸۵، جمعیت آن ۹۸۷ نفر (۲۴۶خانوار) بوده است.

## نگارخانه

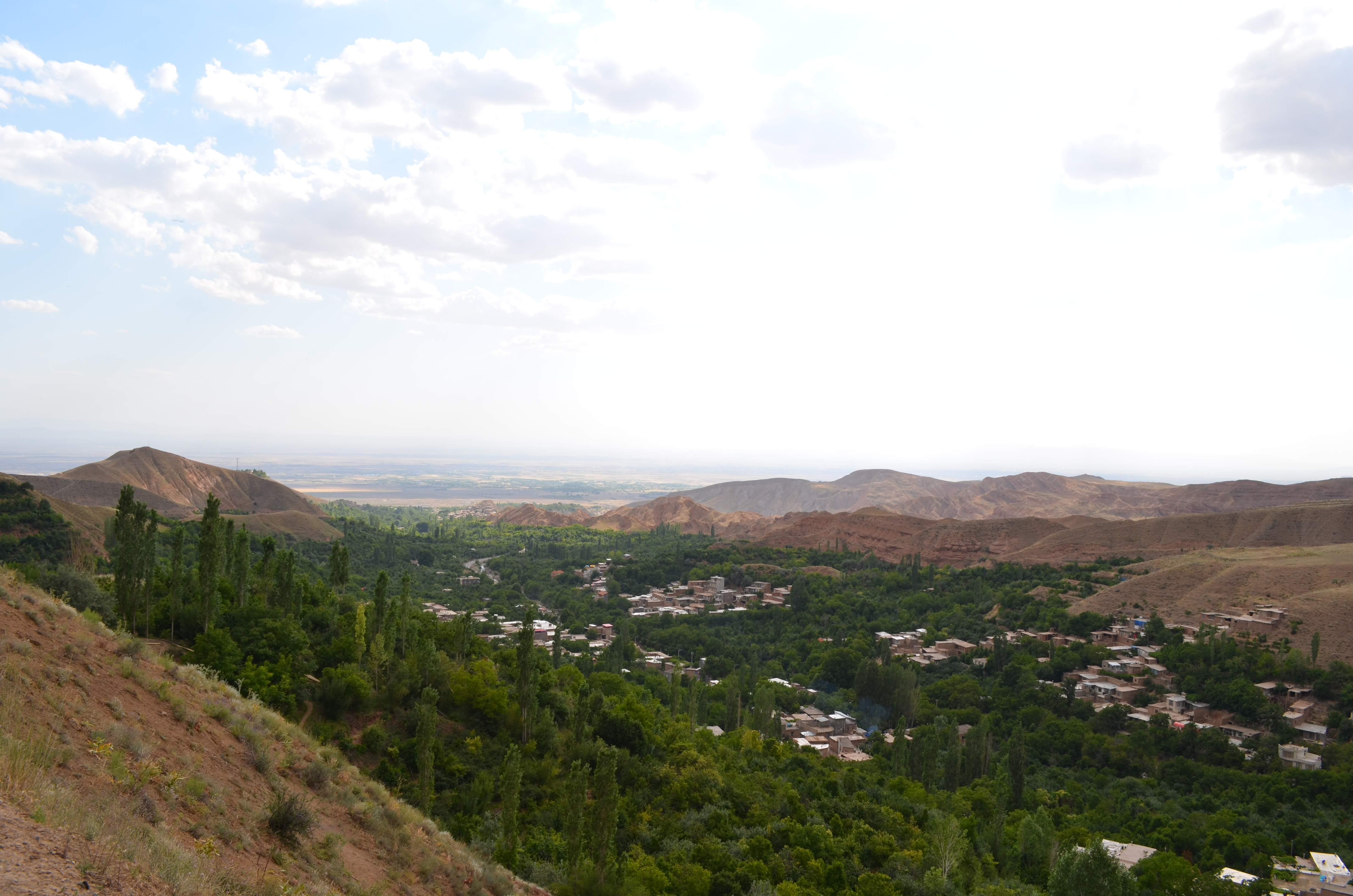
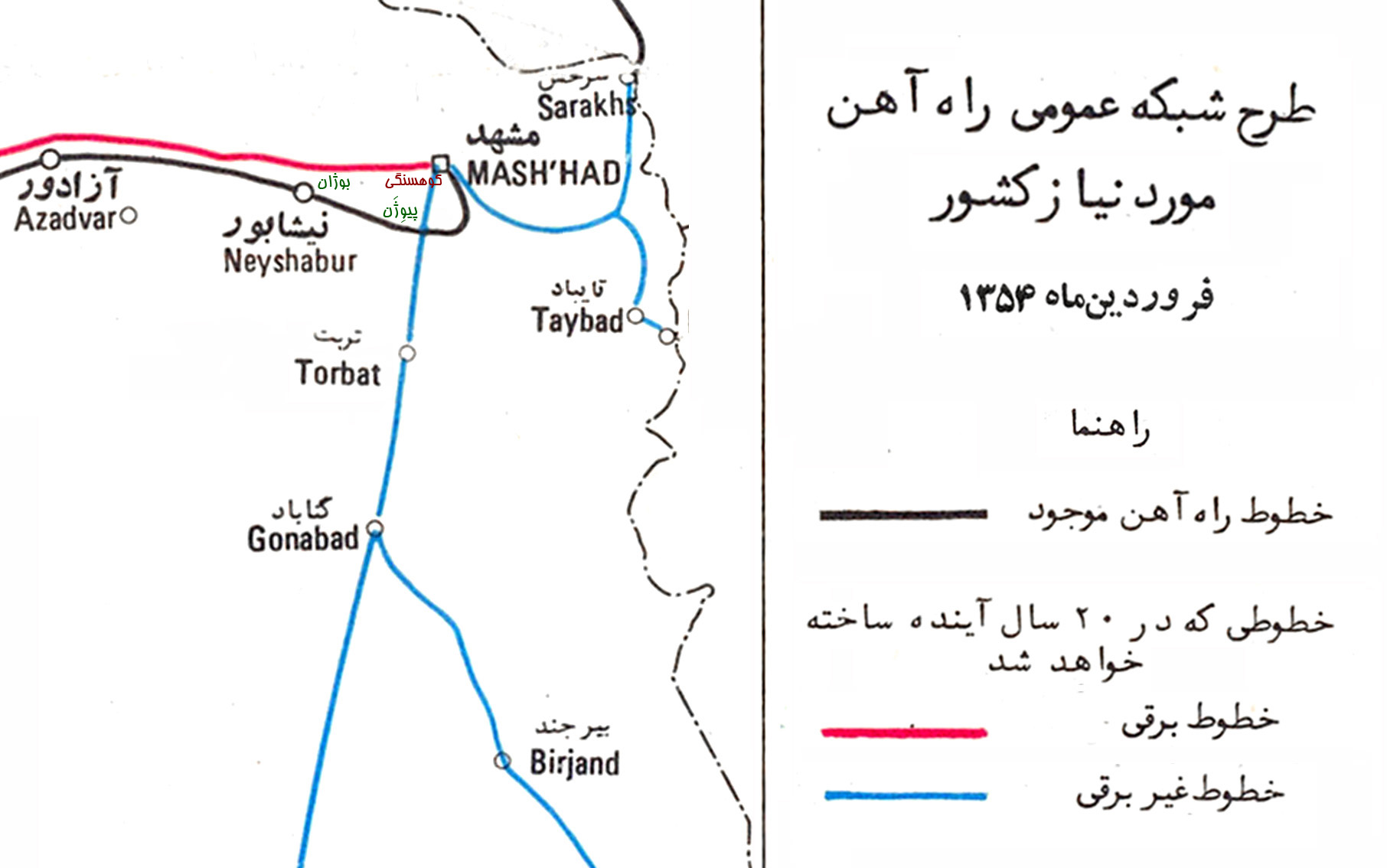
نقشه شبکه راههای ریلی خراسان - فروردین ۱۳۵۴ (تا ۱۳۷۴)

## خط ریلی شینکانسن و برقی مشهد-تهران
پس از راه اندازی قطارهای تندرو توربو (نوربو ترن) در مسیر ریلی تهران↔مشهد در سال ۱۳۵۵ ه.خ. دولت ایران به دنبال کاهش زمان سفر، از هشت ساعت به چهار ساعت بود. ازینرو به مطالعه مسیر دومی مطابق با استانداردهای شینکانسن بین دو شهر پرداخت.  این مطالعه توسط تیم مشاور ژاپنی راه آهن ملی ژاپن JNR 日本国有鉄道 انجام شد.
گرچه توربوترن‌ها سرعت قبلی 80 کیلومتر در ساعت را به استانداردهای 160 کیلومتری رسانده بودند، اما هنوز پیچ های زیادی وجود داشت که سرعت در آنها باید به 90 کیلومتر در ساعت محدود می شد. ازینرو پیشنهادات اولیه ژاپنی ها، ارائه تعدادی مسیر قطع با مسیر دوم بود که به طور موثر فاصله راه آهن بین دو شهر را حدود 130 کیلومتر کاهش می داد.  این تمهید، حذف گردنه ریلی بین مشهد و نیشابور (ناشی از کوهستان بینالود) بود
. ازینرو و جهت جلوگیری از تخریب محیط زیست جانوری و گیاهیِ دوطرف این رشته کوه و روستاهای پیرامون (توسط فعالیتهای انسانی) مقرر گردید که این مسیر، بصورت تونل اختصاصی ریلی در دل کوهستان بینالود انجام شود. این تونل، از حاشیه کوهسنگی (در محل فعلی مجتع آیه ها) شروع  شده و در بوژان نیشابور ، از کوه بیرون آمده و ازآن پس تا تهران به موازات خط قدیم ادامه می یافت. ارتباط بین ایستگاه راه آهن کوهسنگی با ایستگاه فعلی راه آهن نیز توسط مسیری تونلی که  از زیر خیابان دانشگاه (خط ۲ قطار شهری فعلی) عبور می یافت،  انجام می پذیرفت. این مسیر جهت قطارهای مسافری و به صورت برقی بود و طبق برنامه ریزی، پروژه از تابستان سال ۱۳۵۸ شروع شده و تا پایان سال ۱۳۶۰ (۲۵۴۰ شاهنشاهی) به بهره برداری می رسید.